# レオネル・フスティニアーノ
レオネル・フスティニアーノ・アラウス（スペイン語: Leonel Justiniano Arauz、1992年7月2日 - ）は、ボリビア・サンタクルス県サンタ・クルス・デ・ラ・シエラ出身のプロサッカー選手。ポジションはMF。

## 来歴
2011年にクラブ・ボリバルでプロデビュー。3シーズンプレーした後、2014-15シーズンはナシオナル・ポトシにローン移籍でプレー。リーグ戦42試合で自己最多の9ゴールを記録。同シーズン終了後にボリバルに復帰。2016-17シーズンも8ゴールを記録した。

## ボリビア代表
2017年にボリビア代表に初招集され、6月8日のニカラグア戦で代表デビュー。コパ・アメリカ2019の代表に選出され、初の国際大会に出場。6月22日のグループリーグの対ベネズエラ戦で、代表初ゴールを決めたものの、試合は1-3で敗れた。